# 유기 인산염

유기인산 작용기의 일반적인 화학 구조

유기 인산염(有機燐酸塩, 영어: organophosphate) 또는 인산 에스터(영어: phosphate ester)는 일반적인 화학 구조로 O=P(OR)3를 가지고 있는 유기인 화합물의 한 종류이다. 유기인산은 인산의 에스터로 간주될 수 있다. 대부분의 작용기들처럼 유기인산은 DNA, RNA, ATP와 같은 주요 생체분자들 뿐만 아니라 살충제, 제초제, 신경 작용제, 난연제 등에 다양한 형태로 존재한다.